# Wohn- und Wirtschaftsgebäude Bürsteler Straße 39
Das Wohn- und Wirtschaftsgebäude Bürsteler Straße 39 in Ganderkesee-Bürstel wurde 1908 gebaut.

Das Gebäude wird heute (2022) als Wohnhaus mit Büros genutzt.
Das Gebäude steht unter Denkmalschutz (siehe auch Liste der Baudenkmale in Ganderkesee).

## Beschreibung
Die Hofanlage auf großem Grundstück besteht aus:
- dem eingeschossigen giebelständigen verklinkerten massiven Vierständerhallenhaus von 1909 (Inschrift) mit Satteldach sowie mit Backsteinverzierungen am Wirtschaftsgiebel wie geschossteilende Friese, Rahmung der Segmentbögen und des Korbbogen und am Ortgang ansteigender Bogenfries auf Konsolen,
- den weiteren nicht denkmalgeschützten Nebengebäuden.

Der Wirtschaftsteil wurde zu Wohnzwecken umgebaut.
Das Niedersächsische Landesamt für Denkmalpflege befand: „... geschichtliche  Bedeutung als beispielhaftes in der Art eines Hallenhauses in Backstein...“